# Daniel Marquina
Víctor Daniel Marquina Herrera (Jesús María, 27 de junio de 1979) es un locutor, presentador y comunicador peruano. 
Obtuvo reconocimiento por haber sido el conductor de los programas radiales Mañana maldita de Radio Planeta y Pan con mantequilla de Radio Oasis, y del pódcast Ouke del canal web La Roro Network.

## Biografía
Nació el 27 de junio de 1979 en Jesús María, distrito de la capital peruana Lima; bajo el nombre completo de Víctor Daniel Marquina Herrera. Proveniente de una familia de clase media, realizó sus estudios escolares en el Colegio La Salle y Colegio San Patricio. Tras concluirlos, estudió la carrera de ciencias de la comunicación en la Universidad de San Martín de Porres.
Comenzó su carrera radial en la extinta Radio Miraflores, inicialmente como practicante.[cita requerida]
Pero fue hasta el año 2001, cuando se desempeñó como operador de Radio Planeta y al año siguiente, ingresa a la conducción del programa cómico radial Mañana maldita por la misma emisora, compartiendo el rol junto a los actores Gonzalo Torres, Juan Francisco Escobar y el también locutor Jorge Agüayo, logrando alcanzar al estrellato y mantenerse por varias temporadas consecutivas hasta el final del espacio en 2021.
A lo paralelo, participó en el comercial del diario El Bocón en 2011 y fue voz en off del programa concurso El último pasajero en ese año.[cita requerida]
En el año 2013, tuvo una breve participación en la película peruana ¡Asu mare!, donde interpretaría a un militar, volviendo a asumir el rol en la secuela de 2018 en el reparto recurrente. Previo a ello, llevó clases de clown, stand-up comedy e improvisación teatral.
Años más tarde, fue conductor del programa Entre memes por CMD[cita requerida] y lanzó su unipersonal Barrio fino en 2019, asumiendo el protagónico, sin dejar de lado a su faceta radial.
Asumió la conducción del espacio deportivo El camerino de Movistar Deportes con Luciana Roy en 2020, durante la pandemia de COVID-19, hasta su renuncia en 2024.
En el año 2022, fue conductor del programa radial Pan con mantequilla por la emisora Radio Oasis, manteniéndose con el mismo formato de Mañana maldita hasta 2024. Según en su entrevista para el programa web Ouke, afirmó que la crisis financiera en la dicha radio y la compra de la frecuencia a Bethel Radio fueron la causa del final de su espacio.
En marzo de 2024, fue anunciado para ser parte de la conducción del programa musical A todo mix de Radio MegaMix. Previo a ello, ingresa a la coconducción de Ouke junto a la actriz Macla Yamada y el comunicador Carlos Orozco, manteniéndose en la actualidad.

## Créditos

### Televisión
| Año       | Título             | Rol         | Emisión           |
| --------- | ------------------ | ----------- | ----------------- |
| 2011-2015 | El último pasajero | Voz en off  | Frecuencia Latina |
| 2015-2019 | Entre memes        | Presentador | CMD               |
| 2020-2024 | El camerino        | Presentador | Movistar Deportes |

### Radio
| Año        | Título              | Rol                   | Emisión       |
| ---------- | ------------------- | --------------------- | ------------- |
| 2002-2021  | Mañana maldita      | Locutor y presentador | Radio Planeta |
| 2022-2024  | Pan con mantequilla | Locutor y presentador | Radio Oasis   |
| desde 2024 | A todo mix          | Locutor y presentador | Radio MegaMix |

### Programas web
- Los malditos podcasts (desde 2022), copresentador.
- Ouke (desde 2024), copresentador.

### Cine
- ¡Asu mare! (2013), soldado.
- ¡Asu mare! 3 (2018), soldado.

### Unipersonal
- Barrio fino (2019), protagonista.